# Fuerza de Defensa de la Unión
La Fuerza de Defensa de la Unión fue el Ejército de Sudáfrica de 1912 a 1957. La Fuerza de Defensa de la Unión (FDU) (en afrikáans: Suid-Afrikaanse Unie Weermag) fueron las Fuerzas Armadas de Sudáfrica, desde el 1 de julio de 1912, cuando se aprobó la Ley de Defensa (número 13 de 1912) cuando la ley de defensa entró en vigor, dos años después de la creación de la Unión Sudafricana, hasta 1957, cuando fue reorganizada y rebautizada como Fuerza de Defensa de Sudáfrica.

## Historia

### Introducción
Entre los años 1913 y 1914, se convocó una fuerza ciudadana de 23 400 miembros, para reprimir varias huelgas industriales en Witwatersrand, en la Provincia de Gauteng. La FDU participó en la Primera Guerra Mundial, la Segunda Guerra Mundial, el Bloqueo de Berlín y la guerra de Corea.

### Inicios
Después de que se formó la Unión Sudafricana en 1910, el Mariscal de campo Jan Smuts, el ministro de Defensa de la Unión, dio una alta prioridad a la creación de un ejército unificado a partir de los ejércitos separados de las cuatro provincias de la unión. La Ley de Defensa de Sudáfrica (Ley 13 de 1912) preveía una FDU que estaría formada por una fuerza permanente (o un ejército permanente) de soldados de carrera, una Fuerza Ciudadana Activa (FCA) de reclutas temporales, una fuerza de guarnición costera y la Reserva Real de Voluntarios Navales (División Sudafricana) y cualquier otro brazo de la defensa que pudiera establecerse en el futuro para cumplir con los requisitos de defensa de la Unión Sudafricana. La ley de 1912 también obligaba a todos los varones blancos de entre 17 y 60 años a servir en el ejército, pero esto no se aplicaba estrictamente ya que había un gran número de voluntarios. La mitad de los hombres blancos de entre 17 y 25 años fueron reclutados por sorteo para participar en la Fuerza Ciudadana Activa (FCA). Inicialmente, la Fuerza Permanente constaba de cinco regimientos montados regulares y una pequeña sección de artillería, así como un cuartel general y personal administrativo y de instrucción militar. También se previeron créditos para un Cuerpo de Defensa Costera, un Cuerpo de Aviación Sudafricano (CAS), y un Cuerpo de Cadetes. No se previó un comandante general, sino que los comandantes de la Fuerza Ciudadana, el Cuerpo de Cadetes y la Fuerza Permanente dependían directamente del Ministro de Defensa. El 1 de julio de 1912 se estableció el cuartel general de la FDU en Pretoria. La sede estaba formada por tres secciones: Secretaría, Estado Mayor y una Sección Administrativa. En diciembre de 1913 se añadió una Sección de Servicios Médicos.

### Primera Guerra Mundial (1914-1918)
Durante la Primera Guerra Mundial, las Fuerzas de Defensa de la Unión entraron en acción en varios frentes de la Primera Guerra Mundial. En África, el ejército invadió el África sudoccidental alemana, más tarde conocida como África sudoccidental y actualmente conocida como Namibia. Los sudafricanos expulsaron a las fuerzas alemanas y obtuvieron el control de la colonia alemana. 
Como parte de la campaña de los Aliados en África Oriental, se envió una expedición al mando del Mariscal de campo Jan Smuts al África Oriental Alemana (más tarde conocida como Tanganica). El objetivo era luchar contra las fuerzas alemanas en esa colonia e intentar capturar al esquivo general alemán Paul von Lettow-Vorbeck. 
Finalmente, Lettow-Vorbeck luchó con su pequeña fuerza desde el África oriental alemana hasta Mozambique, y luego Rodesia del Norte, donde aceptó un alto el fuego tres días después del final de la guerra. 
En Europa, la primera brigada de infantería sudafricana fue enviada a Francia para luchar en el frente occidental. Además de cinco baterías de artillería pesada, se reclutaron y enviaron al frente una ambulancia de campaña, una compañía de señales de ingenieros reales y un hospital de campaña. La batalla de Delville Wood, en 1916, fue la batalla más costosa librada por la fuerza expedicionaria aliada en Francia.
Durante 1916, la Sección Administrativa se convirtió en la Sección de Intendencia General. El General de brigada Christian Frederick Beyers fue nombrado comandante general de la Fuerza Ciudadana, el General de brigada Henry Lukin se convirtió en inspector general de la fuerza permanente y el Coronel Percival Scott Beves se convirtió en comandante de cadetes, todos ellos reportaban directamente al Ministro de Defensa. C. F. Beyers renunció a su cargo en septiembre de 1914 y el cargo pasó a manos del Ministro de Defensa. 
Los títulos de los oficiales a cargo de estas secciones se cambiaron el 1 de julio de 1915. Los sudafricanos también entraron en acción en Oriente Medio, con el Cuerpo del Cabo desplegado como parte de la fuerza expedicionaria aliada en Palestina.
Contando con una población de aproximadamente seis millones, entre 1914 y 1918, más de 250 000 sudafricanos de todas las razas sirvieron voluntariamente a su país. 
Es probable que alrededor del 50% de los hombres blancos en edad militar sirvieran durante la guerra, más de 146 000 blancos, 83 000 negros, y 2500 mestizos y asiáticos, también sirvieron en el África sudoccidental alemana, en África oriental, en Oriente Medio o en el frente occidental de Europa. 
Más de 7000 sudafricanos murieron y casi 12 000 resultaron heridos durante el transcurso de la guerra. Ocho sudafricanos ganaron la Cruz Victoria por su valentía, la medalla militar más prestigiosa del Imperio británico. La batalla de Delville Wood y el hundimiento del SS Mendi fueron los mayores incidentes con pérdida de vidas.
El Jefe de la Sección Administrativa pasó a ser el Intendente General. En mayo de 1918, la coordinación de todo el trabajo del personal militar en el Cuartel General y la emisión de todas las órdenes militares recayó en el Jefe del Estado Mayor, así como la responsabilidad del Comandante de Cadetes y el papel de Ayudante General se dividió. Había cuatro secciones bajo el Cuartel General: Sección del Estado Mayor, Ayudante General, Servicios Médicos e Intendencia General. 

### Guerra civil rusa

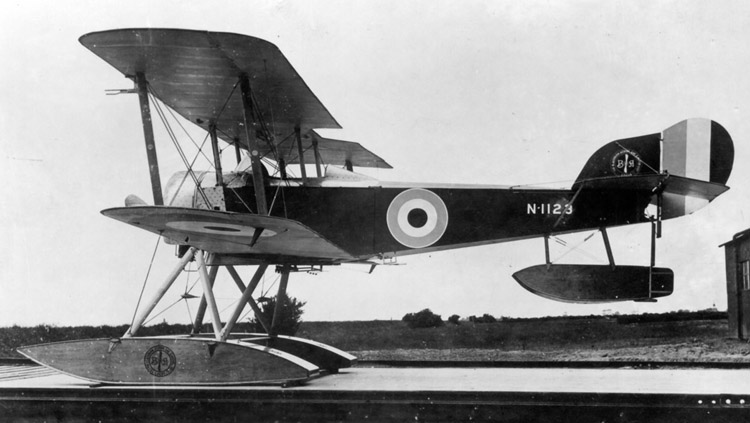
Hidroavión Sopwith Baby.

Varios pilotos sudafricanos participaron en la guerra civil rusa. La Fuerza Expedicionaria del Norte de Rusia, tenía un destacamento del Real Cuerpo Aéreo (RCA) y del Real Servicio Aéreo Naval (RSAN), la fuerza expedicionaria desembarcó en Múrmansk, Rusia, en junio de 1918, y llegaron más refuerzos en 1919. La Real Fuerza Aérea (RAF) envió un contingente formado por bombarderos Airco DH.4, hidroaviones Fairey Campania y Sopwith Baby, y un avión de caza biplano Sopwith Camel. El escuadrón número 47 de la Real Fuerza Aérea (RAF), fue comandado por el capitán sudafricano Sam Kinkead, varios pilotos sudafricanos volaron con el escuadrón, entre ellos el piloto Kenneth van der Spuy, que se convertiría en el director general de los Servicios Técnicos de las Fuerzas de Defensa de la Unión, entre los años 1940 y 1945, así como Pierre van Ryneveld, que se convertiría en el Jefe del Estado Mayor Conjunto de las Fuerzas de Defensa de la Unión Sudafricana, durante la Segunda Guerra Mundial.

### Rebelión del Rand (1921-1922)

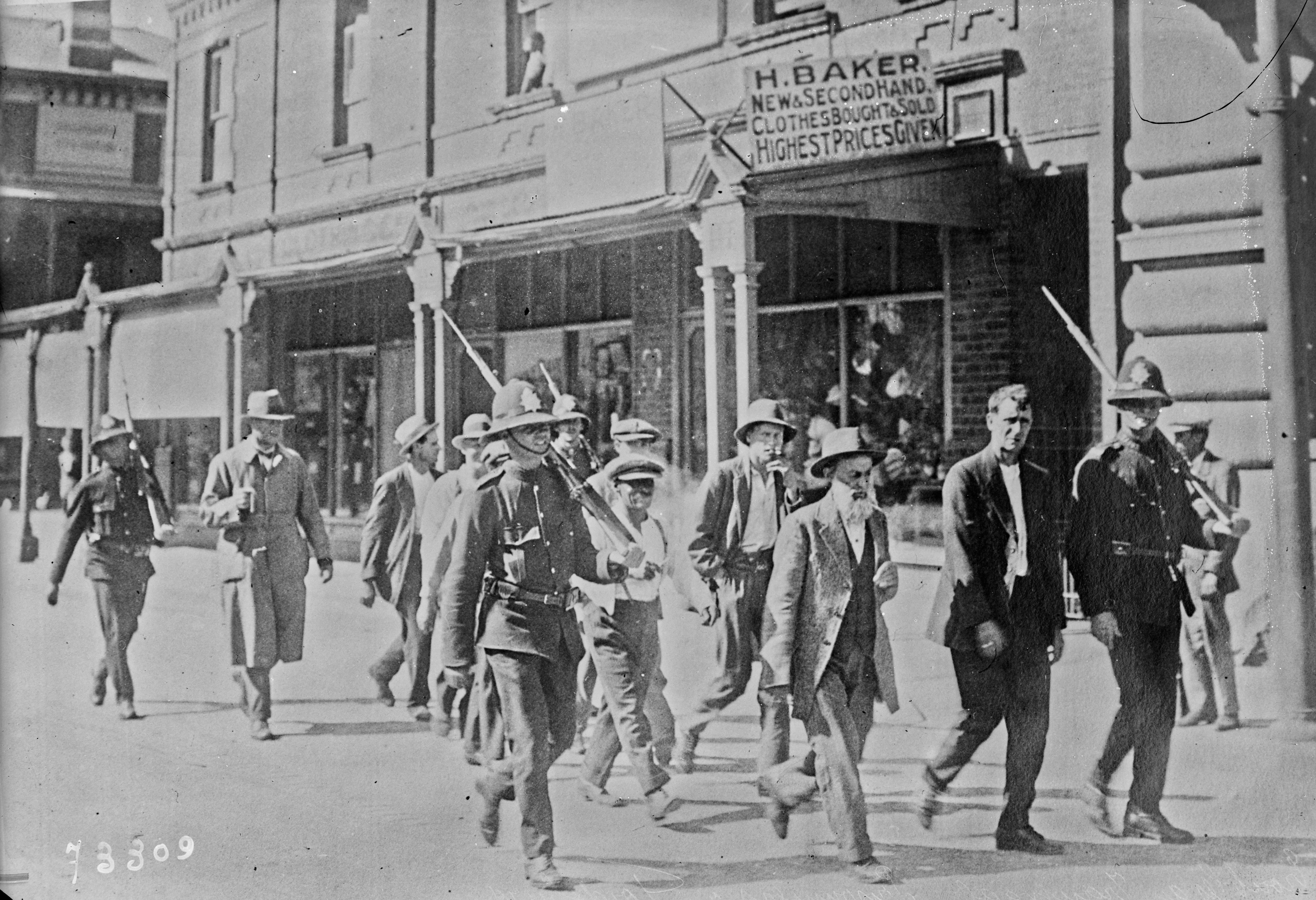
Huelguistas hechos prisioneros en Fordsburg, un suburbio de Johannesburgo, por la Fuerza de Defensa de la Unión, durante la rebelión de Rand.

La Rebelión del Rand, fue una revuelta de mineros blancos en la región de Witwatersrand, en la provincia de Gauteng, que comenzó en diciembre de 1921 y terminó en marzo de 1922.

### Años 1920
Andries Brink fue nombrado Jefe del Estado Mayor en 1920. Los puestos de Jefe del Estado Mayor y Secretario de Defensa se combinaron el 30 de septiembre de 1922, tras la jubilación de Sir Roland Bourne. El Ejército sudafricano se creó primero fusionando las estructuras militares existentes de las antiguas colonias británicas y las repúblicas bóer que se habían convertido en las cuatro provincias de la Unión. En 1920 se formó la Fuerza Aérea Sudafricana. El Servicio Naval Sudafricano se creó en 1922, tras la donación del HMS Thames, que se convirtió en el buque escuela sudafricano "General Botha". La Ley de Enmienda de la Ley de Defensa de las FAS, No. 22 de 1922, reorganizó la Fuerza Permanente, desde el 1 de febrero de 1923, la Fuerza Permanente estuvo formada por el Cuerpo del Estado Mayor, el Cuerpo de Instrucción, el Servicio Naval, la Artillería de campaña, el 1.er Regimiento, los Fusileros Montados, la Artillería de Guarnición Permanente, el Cuerpo de Ingenieros, la Fuerza Aérea, el Cuerpo de Servicio de las FAS, el Cuerpo Médico de las FAS y la Artillería, el Cuerpo Veterinario y el Cuerpo Administrativo de Oficinistas. Para ahorrar dinero se llevó a cabo otra reorganización en 1926. El último regimiento de fusileros montados de las FAS, se disolvió al igual que el cuartel general de brigada de artillería de campaña de las FAS.

### Años 1930
La Gran Depresión ejerció presión sobre el presupuesto y se disolvieron 56 unidades de la Fuerza Ciudadana y el número de distritos militares se redujo a seis. El Batallón de Servicios Especiales, se puso en marcha como una forma de crear trabajo para los jóvenes que no podían encontrar empleo. En 1933, Oswald Pirow se convirtió en ministro de Defensa, el General Brink fue nombrado jefe de la FDU y secretario de Defensa, y Pierre van Ryneveld se convirtió en jefe del Estado Mayor. Además, los 6 distritos militares fueron redesignados como comandos. 
A medida que mejoró la economía, el ministro Pirow presentó un plan para ampliar y reorganizar a las Fuerzas de Defensa. La Fuerza Aérea se incrementaría a 7 escuadrones y se construirían nuevas bases en Waterkloof, Bloemfontein, Durban y Youngsfield. Sin embargo, al comienzo de la Segunda Guerra Mundial este plan aún no se había materializado. Las unidades de Fuerza Ciudadana Activa (FCA) pasaron a ser 24.

### Segunda Guerra Mundial (1939-1945)

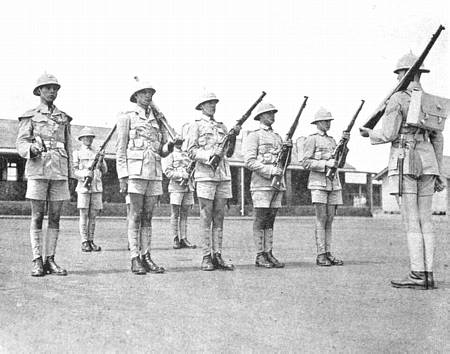
Infantería de las Fuerzas de Defensa de la Unión, 1939.

Sudáfrica y sus fuerzas militares durante la Segunda Guerra Mundial contribuyeron al esfuerzo de guerra aliado en muchos teatros de operaciones. La contribución bélica de Sudáfrica consistió principalmente en el suministro de tropas, aviadores y material para la campaña norteafricana (la guerra del desierto) y la Campaña de Italia; también dio cobijo a los barcos aliados que atracaban en sus cruciales puertos lindantes con el Océano Atlántico y el Océano Índico que confluyen en el  extremo sur del continente africano, en la estratégica ruta del Cabo. Numerosos voluntarios sudafricanos también volaron con la Real Fuerza Aérea Británica. (en inglés: Royal Air Force). 
El Ejército y la Fuerza Aérea de Sudáfrica desempeñaron un papel importante en la derrota de las fuerzas italianas de Benito Mussolini durante la campaña de África Oriental de 1940/1941. Los Junkers Ju 86 reconvertidos del 12º Escuadrón de la Fuerza Aérea Sudafricana, llevaron a cabo el primer bombardeo de la campaña contra una concentración de tanques en Moyale a las 8 de la mañana del 11 de junio de 1940, pocas horas después de la declaración de guerra de Italia. 
Otra victoria importante en la que participaron los sudafricanos fue la invasión de Madagascar una isla que estaba bajo el control de la Francia de Vichy. Las tropas británicas, ayudadas por soldados sudafricanos, organizaron su ataque desde Sudáfrica y desembarcaron en la estratégica isla el 4 de mayo de 1942, para evitar su captura por parte de la Armada Imperial Japonesa.
La 1.ª División de Infantería de Sudáfrica participó en varias acciones en el norte de África en 1941 y 1942, incluida la Segunda Batalla de El Alamein, antes de ser retirada a Sudáfrica para ser reconstituida como una división blindada. 
La 2.ª División de Infantería de Sudáfrica también participó en una serie de acciones en el norte de África durante 1942, pero el 21 de junio de 1942, dos brigadas de infantería completas de la división, así como la mayoría de las unidades de apoyo, fueron capturadas en la caída de Tobruk. 
La 3.ª División de Infantería de Sudáfrica nunca tomó parte activa en ninguna batalla, sino que organizó y entrenó a las fuerzas de defensa nacionales de Sudáfrica, realizó tareas de guarnición y proporcionó reemplazos para la 1.ª División de Infantería de Sudáfrica y la 2.ª División de Infantería de Sudáfrica. Sin embargo, una de las brigadas de combate constituyentes de esta división, la 7ª brigada motorizada sudafricana, participó en la invasión de Madagascar en 1942. La 6.ª División Blindada de Sudáfrica luchó en numerosas acciones en Italia en 1944-1945. 
La Fuerza Aérea Sudafricana (FAS) contribuyó significativamente a la guerra aérea en África Oriental, África del Norte, Sicilia, Italia, los Balcanes e incluso en misiones de bombardeo aéreo dirigidas a los yacimientos petrolíferos rumanos de Ploesti, misiones de suministro en apoyo del Levantamiento de Varsovia, y misiones de reconocimiento aéreo en la zona de Leópolis, en Ucrania, y Cracovia, en Polonia.
Numerosos aviadores sudafricanos también prestaron servicios voluntarios en la RAF, algunos de ellos con distinción. Sudáfrica contribuyó al esfuerzo bélico aliado contra el Imperio del Japón, suministrando hombres y tripulando barcos en enfrentamientos navales contra los japoneses. De los 334 000 hombres voluntarios para el servicio de tiempo completo en el ejército sudafricano durante la guerra (incluidos unos 211 000 blancos, 77 000 negros y 46 000 mulatos y ciudadanos de color), unos 9000 soldados murieron en acción.

### Guerra de Corea (1950-1953)
En la década de 1950, el segundo escuadrón ("Los guepardos voladores") de la FAS sirvió como la principal contribución de Sudáfrica al Comando de las Naciones Unidas. Más de 200 oficiales y unos 545 aviadores de la Fuerza Aérea de Sudáfrica entraron en acción sobre Corea entre 1950 y 1953. También estuvieron representados 38 rangos diferentes de otras ramas de la FDU. Sudáfrica sufrió 34 muertos o desaparecidos en combate durante la guerra de Corea. Ocho pilotos fueron derribados por las fuerzas comunistas, y fueron obligados a aterrizar con sus aviones tras las líneas enemigas y fueron hechos prisioneros por los norcoreanos.

### 1957
La Fuerza de Defensa de la Unión (UDF) en 1957 fue reorganizada y rebautizada como Fuerza de Defensa de Sudáfrica.